# يولومبو
يولومبو مدينة وبلدية في كولومبيا ، تقع في المنطقة الفرعية لشمال شرق إدارة أنتيوكيا، تبعد 108 كيلومترات عن مدينة ميديلين عاصمة الإدارة، تبلغ مساحتها 941 كيلومترًا مربعًا، تشتهر جزئيًا برواية "لا ماركيزا دي يولومبو" للكاتب توماس كاراسكيجا، وأغنية "دي يولومبو" لفرقة "لوس كانتوريس دي تشيبوكو" الموسيقية من منطقة بايسا.

## نبذه
تمتد على مساحة نحو 941 كم² بارتفاع يبلغ حوالي 1,450 مترًا فوق مستوى سطح البحر ودرجات حرارة معتدلة تقريبًا .
تُعد الزراعة من أهم أعمدة اقتصاد البلدة، لا سيما زراعة قصب السكر، البن، الذرة، والفاصوليا، إلى جانب القطاع الحيواني بإنتاج الألبان وتربية الماشية، كما وُجدت تاريخيًا مناجم للذهب في المنطقة .